# Puy Mary
Puy Mary er en udslukt fransk vulkan i Région Auvergne-Rhône-Alpes i Département Puy-de-Dôme. Auvergne-Rhône-Alpes højland er en del af Massif Central og dækker et stort område i Midt- og Sydfrankrig.
På 13. etape af Tour de France 2020 debuterede Puy Mary som målstigning i Tour de France, men har før været brugt som en del af ruten.